# Кабас
Каба́с (фр. Cabasse) — коммуна на юго-востоке Франции в регионе Прованс — Альпы — Лазурный берег, департамент Вар, округ Бриньоль, кантон Ле-Люк.
Площадь коммуны — 45,49 км², население — 1 708 человек (2006) с выраженной тенденцией к росту: 1 949 человек (2012), плотность населения — 43,0 чел/км².

## Географическое положение
Коммуна Кабас расположена на юго-востоке Франции в долине реки Иссоль на шоссе А8, соединяющем города Канн и Экс-ан-Прованс, входит в состав округа Бриньоль

## История
Городок Кабасс существовал ещё в галло-римскую эпоху на поселение под названием «Матаво». Здесь находился на Via Aurelia виадук через реку Иссоль. От тех времён на территории коммуны сохранились — кроме прочего — античные некрополь и мавзолей.

## Население
Население коммуны в 2011 году составляло — 1 968 человек, а в 2012 году — 1 949 человек.
| 1962 | 1968 | 1975 | 1982 | 1990 | 1999 | 2006 | 2008 | 2011 | 2012 |
| ---- | ---- | ---- | ---- | ---- | ---- | ---- | ---- | ---- | ---- |
| 929  | 905  | 802  | 786  | 1182 | 1283 | 1708 | 1830 | 1968 | 1949 |

Динамика населения:

## Экономика
В 2010 году из 1 232 человек трудоспособного возраста (от 15 до 64 лет) 842 были экономически активными, 390 — неактивными (показатель активности 68,3 %, в 1999 году — 63,6 %). Из 842 активных трудоспособных жителей работали 738 человек (411 мужчин и 327 женщин), 104 числились безработными (39 мужчин и 65 женщин). Среди 390 трудоспособных неактивных граждан 83 были учениками либо студентами, 117 — пенсионерами, а ещё 190 — были неактивны в силу других причин.
На протяжении 2010 года в коммуне числилось 771 облагаемое налогом домохозяйство, в котором проживало 1892,5 человека. При этом медиана доходов составила 16 тысяч 911 евро на одного налогоплательщика.